# Généralité de Montauban
1635–1790
(155 ans)
Entités précédentes :
- Création

Entités suivantes :
- Tarn-et-Garonne
- Lot
- Aveyron

La généralité de Montauban est une circonscription administrative de la France de l'Ancien Régime, faisant partie de la province de Guyenne. Cette généralité est créée en 1635 sous le règne de Louis XIII, avec pour chef-lieu Montauban (aujourd'hui chef-lieu du Tarn-et-Garonne), à une cinquantaine de kilomètres au nord de Toulouse.
Au départ, elle comporte onze élections et six pays d'états. Elle s'étend en effet sur le Rouergue et le Quercy (six élections), ainsi que sur des territoires situés au sud de la Garonne (cinq élections et six pays). En 1716, ces territoires sont attribués à la généralité d'Auch, créée à cette date, sauf un pays (Foix) qui est cédé à la généralité de Perpignan. 
À partir de 1716, la généralité de Montauban est formée de six élections réparties entre seize subdélégations. C'est sur son territoire qu'en 1779 est créée la province de Haute-Guyenne. 
Comme toutes les circonscriptions d'Ancien Régime au-dessus des paroisses, elle disparait en 1790 lorsque l'Assemblée nationale constituante crée les départements.

## Histoire

### Origines
En 1542, François Ier établit seize généralités pour l'administration des finances du royaume, afin de superviser les élections et pays d'états qui existent depuis le Moyen Âge. Leur nombre est porté à vingt-deux de 1552 à 1595. 
En 1635, la généralité de Montauban est la vingt-troisième créée.

### De 1635 à 1715
Elle comprend à l'origine 
- onze élections : Montauban, Cahors, Figeac, Villefranche, Rodez, Millau, Rivière-Verdun, Lomagne, Astarac, Armagnac, Comminges
- six pays d'états, tous situés dans la chaîne des Pyrénées : Foix, Nébouzan et les Quatre-Vallées (Aure, Neste, Barousse et Magnoac).

### La restructuration administrative de 1716
En 1716, au début du règne de Louis XV et de la Régence, est créée la généralité d'Auch, dont le territoire est formé à partir de ceux des généralités de Bordeaux et de Montauban. 
La généralité de Montauban cède à celle d'Auch cinq élections : Lomagne, Rivière-Verdun, Astarac, Armagnac et Comminges et cinq pays (Nébouzan et Quatre-Vallées).
Le pays de Foix (actuel département de l'Ariège) est cédé à cette occasion à la généralité de Perpignan.

### Liste des élections et subdélégations de la généralité de Montauban (1716-1790)
Le chef-lieu de généralité, Montauban, est aussi siège d'une élection et d'une subdélégation.
- Élection de Montauban
  - Subdélégation de Montauban
  - Subdélégation de Mur-de-Barrez
  - Subdélégation de Prayssac
- Élection de Cahors
  - Subdélégation de Cahors
  - Subdélégation de Caussade
- Élection de Figeac
  - Subdélégation de Figeac
  - Subdélégation de Gourdon
  - Subdélégation de Lauzerte
- Élection de Millau
  - Subdélégation de Millau
  - Subdélégation de Moissac
- Élection de Rodez
  - Subdélégation de Rodez
  - Subdélégation de Saint-Antonin
  - Subdélégation de Saint-Geniez
  - Subdélégation de Souillac
  - Subdélégation de Vabres
- Élection de Villefranche
  - Subdélégation de Villefranche

### Liste des bailliages en 1789 (élection des députés aux états généraux)
Les bailliages (ou sénéchaussées) de la généralité sont connus grâce au règlement général du 24 janvier 1789 concernant la convocation des états généraux, décidée par Louis XVI en août 1788. Les élections des députés ont lieu dans le cadre des bailliages.
Noms des principaux bailliages, suivis du nombre de députés à élire et du nom des bailliages secondaires :
- Sénéchaussée du Quercy : Cahors (12 députés) ; bailliages secondaires : Figeac, Gourdon, Lauzerte, Martel, Montauban ;
- Sénéchaussée de Rodez : 4 députés ; bailliage secondaire : Millau ;
- Sénéchaussée de Rouergue à Villefranche, 8 députés.